# هاري ويت
هاري ويت (بالألمانية: Harry Witt)‏ هو لاعب كرة قدم ألماني، ولد في 29 أغسطس 1954. لعب مع هولشتاين كيل.